# Cascadas de Suyangsan
Cascadas de Suyangsan con una altura de 128 metros y una anchura de 12,5 m, las cascadas están situadas al sureste de la colina de Suyangsan, cerca de la ciudad norcoreana de Haeju, en el Distrito de Hakhyon (en la provincia de Hwanghae).
Fluye sobre dos niveles, y sus aguas tienen origen en el valle del Jol del monte Jangdae.